# Luk Yu
Luk Yu est une maison de thé créée en 1933. Elle est située à Stanley Street (en), dans le quartier de Central, à Hong Kong, en Chine. 
Cette maison de thé tire son nom de la dynastie Tang et du poète Lu Yu, qui a écrit Le Classique du thé, décrivant l'histoire et la culture du thé chinois. 
Luk Yu est la prononciation cantonaise de Lu Yu.
Luk Yu vend également ses sachets de thé de marque Luk Yu dans des magasins locaux et au Royaume-Uni.
Le 30 novembre 2002, l'homme d'affaires Harry Lam Hon-lit est abattu à bout portant alors qu'il déjeunait chez Luk Yu. Son meurtrier est Yang Wen, un tueur à gages engagé par une triade hongkongaise,.

## Galerie de photos

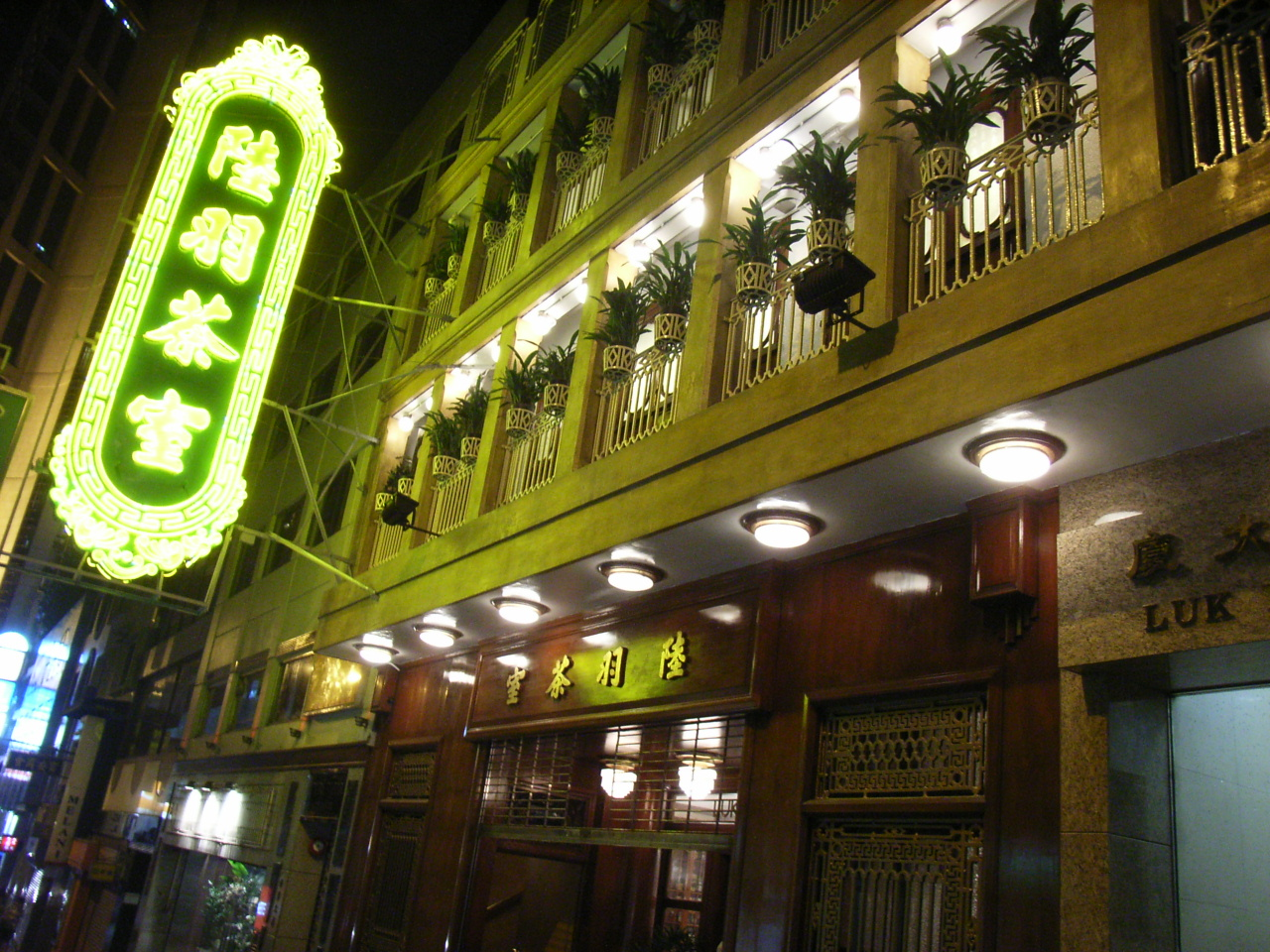
Maison de thé Luk Yu à Stanley Street, Hong Kong
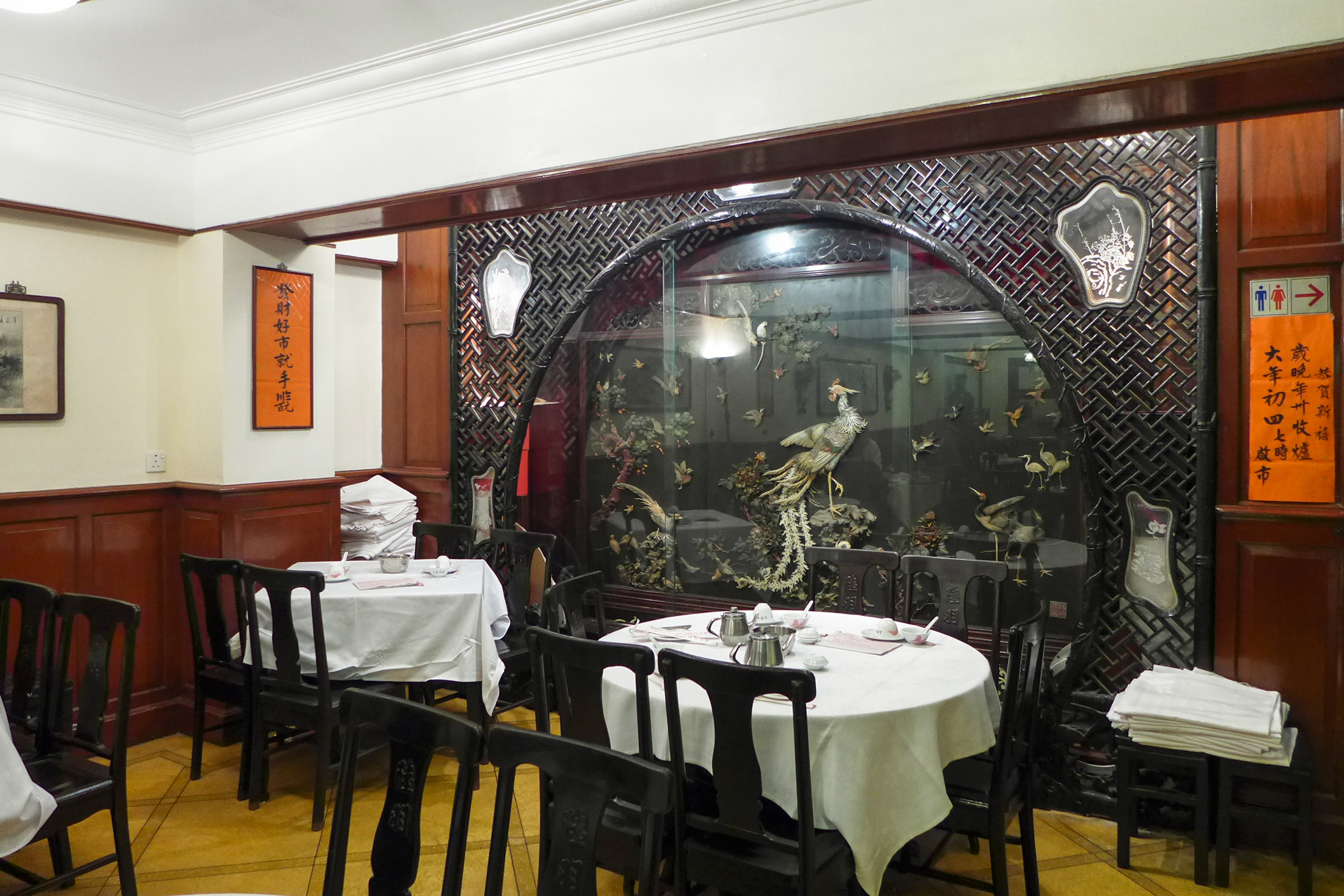
Intérieur de la maison de thé